# Echinostomatidae
Echinostomatidae je čeleď motolic.

## Životní cyklus
Echinostomatidae jsou heterogenní čeledí motolic a vyznačují se tříhostitelskými životními cykly s vazbou na vodní prostředí. Dospělci běžně parazitují v rozličných částech zažívacího traktu svých definitivních hostitelů, jimiž ve většině případů bývají vodní a polovodní savci a ptáci, vzácně i některé druhy ryb a plazů. Dospělé motolice jsou typické svým charakteristickým trnitým límcem v přední části těla, jenž se objevuje již u cerkarií a je považován za důležitý taxonomický znak. Vajíčka dospělců jsou vylučována se stolicí, mají široký oválný tvar a embryo se vyvíjí až po vyloučení vajíček do vnějšího prostředí. Vaječné víčko (operkulum) není příliš výrazné.
Z vajíček se líhnou invazní larvy miracidie, jejichž prvním mezihostitelem jsou, podobně jako u drtivé většiny motolic, vodní plži, v jejichž těle probíhá typický larvální vývoj zahrnující několik tělních plánů. Redie echinostomních motolic se vyznačují schopností zabíjet larvy jiných motolic, pokud dojde k infekci jednoho plže miracidii vícera druhů. Cerkarie – larvální stádia, která opouštějí mezihostitelského plže – následně u většiny echinostomních motolic pronikají aktivní cestou (tělesnými otvory, anebo penetrací) do druhého mezihostitele, jímž může být široké spektrum živočichů; nákaza definitivního hostitele pak probíhá alimentární cestou. Na infekcích člověka se jakožto sekundární mezihostitelé podílejí např. hlemýždi, škeble, slávky, sladkovodní korýši, žáby, hadi nebo sladkovodní ryby.

## Infekce člověka
Většina infekcí pochází od střevních motolic rodu Echinostoma (onemocnení jimi vyvolané se označuje jako echinostomiáza). Člověk však může představovat definitivního hostitele i pro motolice rodů Acanthoparyphium, Artyfechinostomum, Echinochasmus, Euparyphium, Himasthla, Hypoderaeum či Isthmiophora. Ohniska infekce se endemicky objevují v Číně, Indii, Thajsku, zemích Korejského poloostrova, Indonésii, Malajsii a na Filipínách. Onemocnění echinostomními motolicemi může být provázeno méně vážnými i vážnými zažívacími problémy; ve srovnání s jinými střevními motolicemi mohou být infekce závažnější, protože trnitý límec echinostomních motolic fyzicky poškozuje epitel střev. Lékem volby je anthelmintikum prazikvantel.

## Přehled rodů
Na základě GBIF:
- Artyfechinostomum Lane, 1915
- Bashkirovitrema Skrjabin, 1944
- Cathaemasia Looss, 1899
- Cathaemasioides Teixeira de Freitas, 1941
- Chaunocephalus Dietz, 1909
- Cotylotretus Odhner, 1902
- Dietziella Skrjabin & Bashkirova, 1956
- Drepanocephalus Dietz, 1909
- Echinodollfusia Skrjabin & Baschkirova, 1956
- Echinoparyphium Dietz, 1909
- Echinostoma Rudolphi, 1809
- Edietziana Özdikmen, 2013
- Euparyphium Dietz, 1909
- Hypoderaeum Dietz, 1909
- Ignavia Teixeira de Freitas, 1948
- Indopseudechinostomum Sharma, 1976
- Isthmiophora Lühe, 1909
- Kostadinovatrema Dronen, 2009
- Longicollia Bychovskaja-Pavlovskaja, 1953
- Lyperorchis Travassos, 1921
- Mesaulus Braun, 1902
- Moliniella Hübner, 1939
- Monilifer Dietz, 1909
- Neoacanthoparyphium Yamaguti, 1958
- Neoartyfechinostomum Agrawal, 1963
- Neopetasiger Baschkirova, 1941
- Nephrostomum Dietz, 1909
- Pameileenia Wright & Smithers, 1956
- Parallelotestis Belopolskaya, 1954
- Patagifer Dietz, 1909
- Pegosomum Ratz, 1903
- Pelmatostomum Dietz, 1909
- Petasiger Dietz, 1909
- Prionosoma Deitz, 1909
- Protechinostoma Beaver, 1943
- Pseudechinostomum Odhner, 1910
- Pulchrosoma Travassos, 1916
- Schiginella Karmanova, 1974
- Singhia Yamaguti, 1958
- Skrjabinophora Baschkirova, 1941
- Sodalis Kowalewsky, 1902

Systematika včetně počtu druhů v jednotlivých rodech je však nejasná a komplikuje ji mj. existence kryptických druhů.